# Улановиці
Улановиці (пол. Ułanowice) — село в Польщі, у гміні Клімонтув Сандомирського повіту Свентокшиського воєводства.
Населення — 234 особи (2011).

## Демографія
Демографічна структура на день 31 березня 2011 року:
|          | Загалом | Допрацездатний вік | Працездатний вік | Постпрацездатний вік |
| -------- | ------- | ------------------ | ---------------- | -------------------- |
| Чоловіки | 123     | 27                 | 81               | 15                   |
| Жінки    | 111     | 24                 | 61               | 26                   |
| Разом    | 234     | 51                 | 142              | 41                   |